# Liste der Monuments historiques in Pontcarré
Die Liste der Monuments historiques in Pontcarré führt die Monuments historiques in der französischen Gemeinde Pontcarré auf.

## Liste der Bauwerke
| Bezeichnung       | Beschreibung | Standort | Kennzeichnung | Schutzstatus | Datum     | Bild           |
| ----------------- | ------------ | -------- | ------------- | ------------ | --------- | -------------- |
| Schloss Ferrières |              | (Lage)   | PA77000009    | Classé       | 2000 2003 | weitere Bilder |

## Liste der Objekte
Zum Verständnis siehe: Kirchenausstattung
- Monuments historiques (Objekte) in Pontcarré in der Base Palissy des französischen Kultusministeriums